# (470443) 2007 XV50
(470443) 2007 XV50, também escrito como (470443) 2007 XV50, é um objeto transnetuniano classificado como um cubewano que está localizado no Cinturão de Kuiper, uma região do Sistema Solar. Ele possui uma magnitude absoluta de 4,9 e tem um diâmetro estimado de cerca de 461 km. O astrônomo Mike Brown lista este corpo celeste em sua página na internet como um candidato a possível planeta anão.

## Descoberta
(470443) 2007 XV50 foi descoberto no dia 13 de dezembro de 2007.

## Órbita
A órbita de (470443) 2007 XV50 tem uma excentricidade de 0,063 e possui um semieixo maior de 46,013 UA. O seu periélio leva o mesmo a uma distância de 43,111 UA em relação ao Sol e seu afélio a 48,915 UA.